# Abel Motorsports
Abel Motorsports é uma equipe de automobilismo dos Estados Unidos, sediada em Indianápolis, no estado de Indiana. Disputa atualmente a Indy NXT, como equipe independente (2022 a 2024) ou formando parceria com outros times, além de ter disputado as 500 Milhas de Indianápolis de 2023, tendo RC Enerson como piloto.

## História
Depois de competir na U.S. F2000 National Championship, Fórmula 4 Norte-Americana, Fórmula Regional das Américas e Indy Pro 2000, estreou na Indy Lights (atual Indy NXT) em 2022, tendo Jacob Abel (filho do fundador e proprietário da equipe, Bill Abel) como seu principal piloto na temporada. Ele foi ainda responsável pelos principais resultados do time na categoria, incluindo a primeira vitória (no GP do Alabama de 2023) um vice-campeonato na temporada de 2024.
Após 3 campeonatos disputados como equipe independente, a Abel Motorsports firmou parcerias com Miller Vinatieri Motorsports e Force Indy para as vagas de Jack William Miller e Myles Rowe.
Em 2023, inscreveu-se para disputar as 500 Milhas de Indianápolis, com RC Enerson pilotando o carro #50. A participação do piloto da Flórida durou 75 voltas, abandonando a prova devido a problemas mecânicos. Chegou a se inscrever para a edição seguinte, mas desistiu por falta de patrocínio. Embora o gerente da equipe, John Brunner, tivesse afirmado que a Abel poderia disputar outras provas durante a temporada, o time decidiu abandonar suas pretensões de correr na IndyCar ainda em 2024.